# Radice quadrata

Il simbolo di radice; l'assenza dell'indice in alto a sinistra indica convenzionalmente una radice quadrata

In matematica, una radice quadrata o radice con indice 2 di un numero {\displaystyle x} è un numero {\displaystyle y} tale che il suo quadrato sia {\displaystyle x}, ovvero tale che {\displaystyle y^{2}=y\cdot y=x}. Ogni numero reale non negativo ha un'unica radice quadrata non negativa, chiamata radice quadrata principale, che viene rappresentata simbolicamente come {\displaystyle {\sqrt {x}}} o, nella notazione esponenziale, come {\displaystyle x^{\frac {1}{2}}}. 
Più propriamente, dato un numero positivo esistono due numeri (uno opposto dell'altro) il cui quadrato è il numero di partenza. Nell'aritmetica elementare si considera solamente il valore positivo, per ottenere una funzione; il concetto di radice quadrata può essere esteso ai numeri negativi nell'ambito dei numeri complessi e in questo caso vengono sempre considerati entrambi i valori. Più generalmente, il concetto di radice quadrata può essere esteso in qualunque contesto in cui sia ben definita la nozione di quadrato di un elemento.

## Sviluppo della nozione
Quando si sono definiti i numeri reali si può definire radice quadrata principale di un numero reale non negativo {\displaystyle z} ogni numero reale non negativo {\displaystyle x} tale che
{\displaystyle [*]\qquad \qquad x^{2}=z.}
Questo numero {\displaystyle x}, del quale si dimostrano l'esistenza e l'unicità, si indica con la scrittura {\displaystyle {\sqrt {z}}}. Si osserva poi che anche l'opposto {\displaystyle -x} soddisfa la precedente equazione quadratica [*]; inoltre entrambe le soluzioni di tale equazione sono notevoli, in quanto danno i due zeri della parabola di equazione {\displaystyle y=x^{2}-z}. È dunque opportuno definire radice quadrata di un numero reale positivo {\displaystyle z} quel numero reale positivo {\displaystyle x} che soddisfi la [*]. Lo zero reale possiede due radici quadrate coincidenti; ciò lo colloca sullo stesso piano dei numeri reali positivi, sebbene lo zero si possa considerare l'unico limite delle due radici quadrate {\displaystyle x} e {\displaystyle -x} del numero {\displaystyle z} al tendere a 0 di questo reale. Perciò, volendo semplificare, si può dire che lo zero reale possiede come radice quadrata solo se stesso.
Restringendo la ricerca della radice quadrata al dominio dei numeri interi positivi, si trova che solo alcuni numeri, detti quadrati perfetti, ammettono per radice quadrata principale un numero intero. Sono quadrati perfetti ad esempio, {\displaystyle 4} che ha per radice il numero {\displaystyle 2}, e {\displaystyle 25} che ha per radice {\displaystyle 5}; viceversa molti altri interi positivi, a cominciare da {\displaystyle 2} e {\displaystyle 3}, non ammettono una radice intera.
Se ampliamo il dominio di ricerca ad includere i numeri razionali positivi, si trova che solo i numeri razionali che sono quadrati perfetti, ovvero che sono dati da frazioni con numeratore e denominatore entrambi quadrati perfetti, ammettono per radice principale un numero razionale positivo: {\displaystyle {\frac {4}{9}}} ammette per radice {\displaystyle {\frac {2}{3}}}, ma {\displaystyle {\frac {1}{2}}} o {\displaystyle {\frac {25}{39}}} non ammettono radici razionali.
Si è quindi trovato che l'insieme dei numeri razionali presenta una limitazione operativa e si è sentita la necessità di ampliare il campo dei razionali ad un campo numerico nel quale si possa trovare una radice quadrata per ogni numero positivo.
Questo ha condotto alla introduzione dei numeri reali: se allarghiamo il dominio a questi numeri, ogni numero reale positivo (che in questo contesto viene chiamato radicando) possiede una radice quadrata dello stesso genere. È possibile dimostrare che un numero che sia la radice quadrata di un numero che non è un quadrato perfetto o una frazione il cui numeratore e denominatore sono ambedue quadrati perfetti è un numero irrazionale, cioè un numero non esprimibile come frazione ma rappresentabile con una scrittura decimale infinita non periodica. Ad esempio è irrazionale la radice quadrata di {\displaystyle 2}; in più, l'insieme di tutti gli interi positivi non quadrati perfetti è un sottoinsieme numerabile dei numeri reali, come pure quello dei razionali, mentre l'insieme degli irrazionali è non numerabile.
Si osserva poi che nessun numero reale negativo possiede una radice quadrata reale e questo ha contribuito (vedi anche Rafael Bombelli) all'introduzione dei numeri complessi. Quando si estende a queste entità la ricerca di radici quadrate, si trova che ogni numero complesso ammette due radici quadrate complesse, l'una essendo il numero opposto dell'altra. Particolarmente importanti sono le radici quadrate di {\displaystyle -1} indicate con {\displaystyle i}, detta unità immaginaria, e con {\displaystyle -i}. In generale si trova che il numero espresso in forma polare come
{\displaystyle z=|z|e^{i\theta },}
possiede due radici complesse date da
{\displaystyle x=\pm {\sqrt {|z|}}e^{i{\frac {\theta }{2}}}.}
Per esprimere questi numeri complessi può essere conveniente estendere agli argomenti complessi la nozione di radice quadrata principale e la relativa notazione
{\displaystyle {\sqrt {z}}:={\sqrt {|z|}}e^{i{\frac {\theta }{2}}},}
in modo da poter dire ancora che le radici del numero complesso {\displaystyle z} sono {\displaystyle {\sqrt {z}}} e {\displaystyle -{\sqrt {z}}}.
Le radici del numero complesso {\displaystyle 0} coincidono con lo stesso {\displaystyle 0} e a tale radice si attribuisce molteplicità {\displaystyle 2}.

## Proprietà
La funzione radice quadrata principale ha una grande utilità, perché pone in corrispondenza l'insieme dei numeri reali non negativi {\displaystyle \mathbb {R} _{0}^{+}} con se stesso; si individua scrivendo {\displaystyle {\sqrt {x}}} o anche {\displaystyle x^{1/2}}. Più precisamente questa endofunzione entro {\displaystyle \mathbb {R} _{0}^{+}} è una biiezione crescente e continua.
L'equazione {\displaystyle x={\sqrt {x}}} ha solo due soluzioni, {\displaystyle 0} e {\displaystyle 1}. In altre parole la funzione radice quadrata principale è una permutazione (cioè una endofunzione biiettiva) di {\displaystyle \mathbb {R} _{0}^{+}} avente {\displaystyle \{0,1\}} come insieme dei punti fissi.
Per ogni due numeri reali positivi {\displaystyle x} e {\displaystyle y} si trovano subito le identità
{\displaystyle {\sqrt {xy}}={\sqrt {x}}{\sqrt {y}}\quad {\text{ e }}\quad {\sqrt {\frac {x}{y}}}={\frac {\sqrt {x}}{\sqrt {y}}}.}
Queste uguaglianze sono in sintonia con il fatto che la funzione radice quadrata fa corrispondere all'area di un quadrato la lunghezza del suo lato. Esse inoltre per {\displaystyle y=100} diventano
{\displaystyle {\sqrt {100x}}=10{\sqrt {x}}\quad {\text{ e }}\quad {\sqrt {\frac {x}{100}}}={\frac {\sqrt {x}}{10}}.}
La seconda uguaglianza implica che per tabulare in notazione decimale i valori assunti dalla funzione radice quadrata principale è sufficiente conoscere i suoi valori nell'intervallo {\displaystyle [0,100)}.
Per ogni numero reale {\displaystyle x} si trova che
{\displaystyle {\sqrt {x^{2}}}=\left|x\right|.}
Si supponga che {\displaystyle x} e {\displaystyle a} siano reali e che {\displaystyle x^{2}=a}, e che si voglia ottenere la {\displaystyle x}. Un errore comune consiste nell'estrarre la radice quadrata e dedurre che {\displaystyle x={\sqrt {a}}}. Questo non è lecito, in quanto la radice quadrata principale di {\displaystyle x^{2}} non è {\displaystyle x}, ma il valore assoluto {\displaystyle \left|x\right|}, come dice l'uguaglianza precedente. Questo errore non va commesso e si deve concludere che {\displaystyle \left|x\right|={\sqrt {a}}}, o equivalentemente {\displaystyle x=\pm {\sqrt {a}}}.
L'uguaglianza che segue è utile in molti passi del calcolo infinitesimale, ad esempio per dimostrare che la funzione radice quadrata è continua e differenziabile, o per calcolare certi limiti:
{\displaystyle {\sqrt {x}}-{\sqrt {y}}={\frac {x-y}{{\sqrt {x}}+{\sqrt {y}}}},}
valida per tutte le coppie di interi non negativi {\displaystyle x} e {\displaystyle y} che non sono entrambi zero.
La funzione {\displaystyle f(x)={\sqrt {x}}} ha il seguente grafico, ottenibile da una metà di parabola avente come asse l'asse delle {\displaystyle x}.
Questa funzione, continua per tutti gli {\displaystyle x} non negativi, è derivabile per tutti gli {\displaystyle x} positivi, ma non è derivabile per {\displaystyle x=0}, poiché la pendenza della tangente nel corrispondente punto tende a {\displaystyle +\infty }.
La derivata della funzione in {\displaystyle (0,+\infty )} è data da
{\displaystyle f'(x)={\frac {1}{2{\sqrt {x}}}}.}
La serie di Taylor di {\displaystyle {\sqrt {x+1}}} in un intorno di {\displaystyle x=0} si può ottenere servendosi del teorema binomiale:
{\displaystyle {\sqrt {x+1}}=1+\sum _{n=1}^{\infty }{(-1)^{n+1}(2n-2)! \over n!(n-1)!2^{2n-1}}x^{n}=1+{\frac {1}{2}}x-{\frac {1}{8}}x^{2}+{\frac {1}{16}}x^{3}-{\frac {5}{128}}x^{4}+\dots }
per {\displaystyle |x|<1}.

## Generalizzazioni
Il problema dell'estrazione della radice quadrata può porsi anche in un generico anello e in altre strutture di genere algebrico nelle quali si definisce un prodotto.
In particolare si definisce radice quadrata di una matrice quadrata {\displaystyle Z} su un campo ogni matrice {\displaystyle X} con lo stesso dominio tale che sia {\displaystyle X\cdot X=Z}. Nel caso delle matrici {\displaystyle 2\times 2} la ricerca della matrice radice quadrata si riconduce alla soluzione di un sistema di quattro equazioni di secondo grado in quattro incognite. Infatti l'equazione nelle incognite {\displaystyle v}, {\displaystyle w}, {\displaystyle x} e {\displaystyle y}
{\displaystyle {\begin{pmatrix}v&w\\x&y\end{pmatrix}}\times {\begin{pmatrix}v&w\\x&y\end{pmatrix}}={\begin{pmatrix}a&b\\c&d\end{pmatrix}}}
equivale al sistema
{\displaystyle \left\{{\begin{matrix}v^{2}+wx&=&a\\vw+wy&=&b\\xv+xy&=&c\\wx+y^{2}&=&d\end{matrix}}\right.}
In particolare una matrice diagonale {\displaystyle 2\times 2} a valori reali
{\displaystyle {\begin{pmatrix}a&0\\0&d\end{pmatrix}},}
con {\displaystyle a} e {\displaystyle d} positivi possiede le quattro le radici quadrate date dall'espressione
{\displaystyle {\begin{pmatrix}\pm {\sqrt {a}}&0\\0&\pm {\sqrt {d}}\end{pmatrix}}.}
Si può definire anche la radice quadrata di un linguaggio formale, in relazione al prodotto di giustapposizione, prodotto non commutativo e associativo. Ad esempio, se {\displaystyle a} è un carattere, il linguaggio {\displaystyle \{a^{2n}\}} possiede come unica radice quadrata il linguaggio {\displaystyle \{a^{n}\}} e il linguaggio {\displaystyle \{a^{2},a^{4},\dots ,a^{2n},\dots \}} possiede come unica radice quadrata il linguaggio {\displaystyle \{a,a^{3},\dots ,a^{2n-1},\dots \}}; ogni linguaggio finito con più di una stringa non possiede invece alcuna radice quadrata.

## Radice quadrata dei numeri interi

### Costruzione geometrica

Spirale di Teodoro delle radici quadrate dei numeri interi

L'animazione mostra come costruire la radice quadrata dei numeri interi. Considerando l'ipotenusa dell'iniziale triangolo rettangolo isoscele di cateti unitari si ottiene la radice quadrata di due. Successivamente questa diventa il cateto di un altro triangolo rettangolo con il secondo cateto uguale a uno. La nuova ipotenusa corrisponde alla radice quadrata di tre. Continuando nello stesso modo si ottengono in successione le radici  quadrate dei numeri interi.

### Radici quadrate dei numeri da 0 a 20
| {\displaystyle {\sqrt {0}}}  | {\displaystyle =}       | 0                                                                                    |
| {\displaystyle {\sqrt {1}}}  | {\displaystyle =}       | 1                                                                                    |
| {\displaystyle {\sqrt {2}}}  | {\displaystyle \simeq } | 1,4142135623 7309504880 1688724209 6980785696 7187537694 8073176679 7379907324 78462 |
| {\displaystyle {\sqrt {3}}}  | {\displaystyle \simeq } | 1,7320508075 6887729352 7446341505 8723669428 0525381038 0628055806 9794519330 16909 |
| {\displaystyle {\sqrt {4}}}  | {\displaystyle =}       | 2                                                                                    |
| {\displaystyle {\sqrt {5}}}  | {\displaystyle \simeq } | 2,2360679774 9978969640 9173668731 2762354406 1835961152 5724270897 2454105209 25638 |
| {\displaystyle {\sqrt {6}}}  | {\displaystyle \simeq } | 2,4494897427 8317809819 7284074705 8913919659 4748065667 0128432692 5672509603 77457 |
| {\displaystyle {\sqrt {7}}}  | {\displaystyle \simeq } | 2,6457513110 6459059050 1615753639 2604257102 5918308245 0180368334 4592010688 23230 |
| {\displaystyle {\sqrt {8}}}  | {\displaystyle \simeq } | 2,8284271247 4619009760 3377448419 3961571393 4375075389 6146353359 4759814649 56924 |
| {\displaystyle {\sqrt {9}}}  | {\displaystyle =}       | 3                                                                                    |
| {\displaystyle {\sqrt {10}}} | {\displaystyle \simeq } | 3,1622776601 6837933199 8893544432 7185337195 5513932521 6826857504 8527925944 38639 |
| {\displaystyle {\sqrt {11}}} | {\displaystyle \simeq } | 3,3166247903 5539984911 4932736670 6866839270 8854558935 3597058682 1461164846 42609 |
| {\displaystyle {\sqrt {12}}} | {\displaystyle \simeq } | 3,4641016151 3775458705 4892683011 7447338856 1050762076 1256111613 9589038660 33818 |
| {\displaystyle {\sqrt {13}}} | {\displaystyle \simeq } | 3,6055512754 6398929311 9221267470 4959462512 9657384524 6212710453 0562271669 48293 |
| {\displaystyle {\sqrt {14}}} | {\displaystyle \simeq } | 3,7416573867 7394138558 3748732316 5493017560 1980777872 6946303745 4673200351 56307 |
| {\displaystyle {\sqrt {15}}} | {\displaystyle \simeq } | 3,8729833462 0741688517 9265399782 3996108329 2170529159 0826587573 7661134830 91937 |
| {\displaystyle {\sqrt {16}}} | {\displaystyle =}       | 4                                                                                    |
| {\displaystyle {\sqrt {17}}} | {\displaystyle \simeq } | 4,1231056256 1766054982 1409855974 0770251471 9922537362 0434398633 5730949543 46338 |
| {\displaystyle {\sqrt {18}}} | {\displaystyle \simeq } | 4,2426406871 1928514640 5066172629 0942357090 1562613084 4219530039 2139721974 35386 |
| {\displaystyle {\sqrt {19}}} | {\displaystyle \simeq } | 4,3588989435 4067355223 6981983859 6156591370 0392523244 4936890344 1381595573 28203 |
| {\displaystyle {\sqrt {20}}} | {\displaystyle \simeq } | 4,4721359549 9957939281 8347337462 5524708812 3671922305 1448541794 4908210418 51276 |